# Pintalia metcalfi
Pintalia metcalfi är en insektsart som beskrevs av O'brien 1987. Pintalia metcalfi ingår i släktet Pintalia och familjen kilstritar. Inga underarter finns listade i Catalogue of Life.